# Gros Dégueulasse (bande dessinée)
 (octobre 2024).
Si vous disposez d'ouvrages ou d'articles de référence ou si vous connaissez des sites web de qualité traitant du thème abordé ici, merci de compléter l'article en donnant les références utiles à sa vérifiabilité et en les liant à la section « Notes et références ».
Pour les articles homonymes, voir Gros Dégueulasse.
Gros Dégueulasse est une série de bandes dessinées humoristiques de Reiser.
Le personnage principal, nommé uniquement dans le titre, Gros Dégueulasse, est un homme sale, corpulent, mal rasé, répugnant, habillé d'un seul slip kangourou crasseux et surdimensionné, avec une tache jaune devant, une tache marron derrière, les testicules qui dépassent et fumant perpétuellement une cigarette. Les bandes de la BD montrent habituellement Gros Dégueulasse rencontrant des gens et dépeignent ses interactions avec eux, avec une certaine profondeur et des connotations se rapportant à sa propre saleté. Au-delà de l'humour noir et de la provocation, Reiser mène dans les histoires mettant en scène ce personnage, qui finira par se suicider en se taillant les veines avec le couvercle d'une boîte de cassoulet en conserve, une réflexion sur la solitude et sur l'hypocrisie de la société contemporaine.
Il a été inspiré par un personnage réel qui vivait à côté de la rédaction de Hara-kiri (voir le dossier dans le recueil des plus belles images de Hara kiri). Ce même homme a été photographié pour la couverture de Hara kiri avec « bison bourré »[Quoi ?].
Un film live fondé sur la BD a été réalisé en 1985 par Bruno Zincone : Gros Dégueulasse avec Maurice Risch dans le rôle du personnage éponyme.